# Campionat de Córdoba de futbol
El Campionat de Córdoba de futbol és la màxima competició futbolística de la província de Córdoba, Argentina. Hi participen clubs de la ciutat de Córdoba i voltants.

## Història
La competició s'inicià l'any 1902 amb el nom de Liga Cordobesa de Foot-Ball. En foren els clubs fundadors: Agronomía, Argentino Peñarol, Atlético Argentino, Belgrano, Colegio Nacional, Córdoba Athletic, Córdoba Central, General Paz, Olímpico Infantil, San Isidro, San Martín i Sud Americano. Inicialment de caràcter amateur, el 1933 es convertí en professional.
L'any 1978 la LCF fou intervinguda, essent reemplaçada per l'Asociación Cordobesa de Fútbol. L'any 2004 es produí una reforma de l'estatut i recuperà el seu nom original.

## Historial
Font:

### Campions amateurs
- 1902: Córdoba Athletic Club
- 1903: Córdoba Athletic Club
- 1904: Club A. Central
- 1905: Club A. Central
- 1906: Facultad de Medicina
- 1907: Gimnasia
- 1908: Universitario
- 1909: Universitario
- 1910: Facultad de Agronomía
- 1911: Facultad de Agronomía
- 1912: Facultad de Agronomía
- 1913: Belgrano
- 1914: Belgrano
- 1915: Talleres Central Córdoba
- 1916: Talleres Central Córdoba
- 1917: Belgrano
- 1918: Talleres
- 1919: Belgrano
- 1920: Belgrano
- 1921: Talleres
- 1922: Talleres
- 1923: Talleres
- 1924: Talleres
- 1925: Instituto
- 1926: Instituto
- 1927: Instituto
- 1928: Instituto
- 1929: Belgrano
- 1930: Belgrano
- 1931: Belgrano
- 1932: Belgrano

### Campions professionals
- 1933: Belgrano
- 1934: Talleres
- 1935: Belgrano
- 1936: Belgrano
- 1937: Belgrano
- 1938: Talleres
- 1939: Talleres
- 1940: Belgrano
- 1941: Talleres
- 1942: Universitario
- 1943: General Paz Juniors
- 1944: Talleres
- 1945: Talleres
- 1946: Belgrano
- 1947: Belgrano
- 1948: Talleres
- 1949: Talleres
- 1950: Belgrano
- 1951: Talleres
- 1952: Belgrano
- 1953: Talleres
- 1954: Belgrano
- 1955: Belgrano
- 1956: Sportivo Belgrano de San Francisco
- 1957: Belgrano
- 1958: Talleres
- 1959: Sportivo Belgrano de San Francisco
- 1960: Talleres
- 1961: Instituto
- 1962: Racing
- 1963: Talleres
- 1964: General Paz Juniors
- 1965: Racing
- 1966: Instituto
- 1967: Racing
- 1968: Sportivo Belgrano de San Francisco
- 1969: Talleres
- 1970: Belgrano
- 1971: Belgrano
- 1972: Instituto
- 1973: Belgrano
- 1974: Talleres
- 1975: Talleres
- 1976: Talleres
- 1977: Talleres
- 1978: Talleres
- 1979: Talleres
- 1980: Racing
- 1981: Racing
- 1982: Unión San Vicente
- 1983: Unión San Vicente
- 1984: Belgrano
- 1985: Belgrano
- 1986: Las Flores
- 1987: Sportivo Belgrano de San Francisco
- 1988: Sportivo Belgrano de San Francisco
- 1989: General Paz Juniors
- 1990: Unión San Vicente
- 1991: General Paz Juniors
- 1992: Unión San Vicente
- 1993: Huracán
- 1994: Racing
- 1995: Racing
- 1996: Alumni de Villa María
- 1997: General Paz Juniors
- 1998: Bella Vista
- 1999: Alumni de Villa María
- 2000: Universitario
- 2001: Unión San Vicente
- 2002: Avellaneda
- 2003: General Paz Juniors
- 2004: Racing
- 2005: Escuela Presidente Roca
- 2006: Las Palmas
- 2007: Escuela Presidente Roca
- 2008: Las Palmas
- 2009: Las Palmas
- 2010: San Lorenzo
- 2011: Unión San Vicente
- 2012: Argentino Peñarol
- 2013: Belgrano
- 2014: Argentino Peñarol
- 2015: Almirante Brown (Malagueño)
- 2016: Las Palmas
- 2017: Instituto